# Hydrocotyle tripartita
Hydrocotyle tripartita är en växtart i släktet Hydrocotyle och familjen araliaväxter.
Arten är en perenn ört som förekommer i östra och sydöstra Australien och i Nya Zeeland. Den beskrevs av Robert Brown och Achille Richard 1820. Den odlas som akvarieväxt, men det är inte klarlagt huruvida den växt som i handeln marknadsförs som H. tripartita verkligen tillhör denna art.